# Wredeby
Wredeby är en herrgård i Kymmenedalen i Finland. Gården ägs av familjen Wrede af Elimä. Den ligger i Muhnieme mellan Kymmene älv och Muhjärvi. Tidigare har herrgården tillhört Anjala kommun och senare till staden Anjalankoski, som i sin tur nu är en del av staden Kouvola.

## Historia
Wredeby säteri är en del av den fjärding av Elimäki, som den svenske kungen Karl IX skänte 1608 till Henrik Wredes ättlingar. Henrik Wredes änka Gertrud von Ungern grundlade en gård i byn Anjala dit hon flyttade. År 1805 avskildes herrgården Rabbelugn från denna säteri och fem år senare avskiljdes Wredeby i Anjala säteri.
Wredeby grundades av Fabian Gottlieb Wrede, som löste in fem av Muhniemis hus från sin far. Den nya herrgården stod klar 1815 och Fabian flyttade dit med sin fru. Herrgårdsbyggnaden var i två våningar och byggd i trä. Efter faderns död 1828 gjorde Fabian Wrede anspråk på ytterligare tio hus från samma by som arv. Fabian Wrede dog 1857 och redan ett år tidigare hade Wredeby tagits över av sonen Henrik August Wrede.
Efter Henrik August Wredes död 1882 övergick Wredeby till Rabbe Axel Wrede, som 1918 överlämnade säteriet till sin son Rabbe Fabian Wrede. Rabbe Fabian efterträddes 1955 av sin yngre son, namne till Wredebys grundare, Fabian Gottlieb Wrede. Det är inte känt varför den äldre sonen, ridläraren Rabbe Wrede, inte ärvde familjens gods.
Herrgårdens mest betydelsefulla ögonblick i Finlands historia kom i augusti 1917, då ett utkast till Finlands nya styrelseform utarbetades där. Herrgårdsmästaren RA Wrede ingick i nämnden under ledning av KJ Ståhlberg, vars uppgift var att utarbeta en ny regeringsform. Under sommarvärmen bjöd Wrede först in Ståhlberg och sedan Anton Kotonen, som representerade Socialdemokraterna i nämnden, dit de tre männen gjorde en presentation som låg till grund för nämndens betänkande. Kymmenedalens läns förening upsatte 1977 på förslag av den lokala finska Martaföreningen en minnesplakett fäst på ett stenblock i Wredeby- Texten lyder i översättning: " Här i Anjala utarbetade Kaarlo Juho Ståhlberg, Rabbe Axel Wrede och Anton Kotonen ett förslag till Finlands regeringsform sommaren 1917. Denna plakett fästes under jubileumsåret för Finlands självständighet 1977.

## Byggnaderna
Den gamla herrgårdsbyggnaden i trä ersattes av en stenbyggnad ritad av arkitekten Sven Kuhlefelt 1938–1939. Sedan 1969 finns ett herrgårdshotell i Wredeby och i området kring herrgården finns den privata Wredeby flygplats. Herrgården omges av en trädgård, till gårdsbyggnaderna hör ett stockhus för de anställda, stall och lada. På området finns även ett spannmålsmagasin byggt 1907 och det så kallade kommendanthuset, som flyttades till platsen 1911.
En björkallé leder till gården.

## Ägare
- Fabian Gottlieb Wrede, maka Anna Maria Grotenfelt 1810–1857
- Henrik August Wrede, maka Anna Baeckman 1857–1883
- Rabbe Axel Wrede, maka Johanna Sofia Pauliina Wrede 1883–1918
- Rabbe Fabian Wrede, 1:a maken Laelia Breitenstein, 2:a maken Anna Mari Rosenqvist 1918–1955
- Fabian Gottlieb Wrede, maka Margareta Baeckman 1955–1999
- Rabbe Holger Wrede och Ann Elisabeth Wrede-Ankarcrona 1999–